# Луковица при Домжалах
Луковица при Домжалах (словен. Lukovica pri Domžalah) је град и управно средиште општине Луковица, која припада Средњесловенској регији у Републици Словенији.
По попису становништва из 2011. године, насеље Луковица при Домжалах је имало 419 становника.